# Trigonoderus princeps
Trigonoderus princeps är en stekelart som beskrevs av John Obadiah Westwood 1832. Trigonoderus princeps ingår i släktet Trigonoderus och familjen puppglanssteklar. Arten är reproducerande i Sverige. Inga underarter finns listade i Catalogue of Life.